# Amiga 2500
Il Commodore Amiga 2500 (comunemente conosciuto come Amiga 2500) è un personal computer della Commodore International basato sulla piattaforma informatica Amiga. È stato commercializzato a partire dal 1989 ed è rimasto in vendita anche dopo l'immissione sul mercato dell'Amiga 3000 poiché la scheda d'espansione Video Toaster (uno degli accessori più pregiati disponibili per i personal computer Amiga) non vi poteva essere montata. Questo rese l'Amiga 2500 il computer Amiga più veloce a potersi dotare di tale periferica fino al lancio dell'Amiga 4000 e del Video Toaster 4000.
L'Amiga 2500 è una variante dell'Amiga 2000 in quanto totalmente basato sulle stesse schede elettroniche. Ne è stata commercializzata una variante con maggiore potenza di calcolo, l'Amiga 2500/30, e una variante con sistema operativo Unix, l'Amiga 2500UX.

## Descrizione
L'Amiga 2500 si presenta in case desktop con due periferiche in dotazione: una tastiera alfanumerica con tastierino numerico e un mouse a due tasti. Il display video, necessario per l'utilizzo dell'Amiga 2500, deve essere reperito a parte collegando all'Amiga 2500 un monitor o un televisore. Di serie l'Amiga 2500 ha 3 MiB di RAM (1 MiB di Chip RAM a 16 bit e 2 MiB di Fast RAM a 32 bit), un floppy disk drive da 3,5" DS/DD. e un hard disk drive da 3,5" e 40 MiB. La CPU è un Motorola 68020, con clock a 14,3 MHz, montato nella scheda acceleratrice Commodore A2620 (già installata all'interno dell'unità centrale al momento dell'acquisto dell'Amiga 2500). Su tale scheda risiedono anche i 2 MiB di Fast RAM. Il MiB di Chip RAM (come di consueto per tutti gli Amiga 2000 e le sue varianti) risiede invece sulla scheda madre. L'hard disk drive è gestito dal disk controller presente sulla scheda d'espansione Commodore A2090 o Commodore A2091 (una delle due è già installata all'interno dell'unità centrale al momento dell'acquisto dell'Amiga 2500). Al suo interno è presente, sulla piastra madre, ma non utilizzata, anche la CPU Motorola 68000.

## Accessori Commodore
Di seguito sono elencati gli accessori Commodore commercializzati per l'Amiga 2500.
- Commodore A2010: singolo floppy disk drive interno da 3,5" DS/DD.
- Commodore A2020: singolo floppy disk drive interno da 5,25" SS/DD.
- Commodore A1011: singolo floppy disk drive esterno da 3,5" DS/DD.
- Commodore A2630: scheda CPU (con Motorola 68030 a 25 MHz e 2 o 4 MiB[3] di Fast RAM a 32 bit).